# Resolució 1756 del Consell de Seguretat de les Nacions Unides
La Resolució 1756 del Consell de Seguretat de les Nacions Unides fou adoptada per unanimitat el 15 de maig de 2007. Després de recordar totes les resolucions anteriors relatives a la situació a la República Democràtica del Congo, a Burundi i a la regió dels Grans Llacs d'Àfrica, el Consell ampliar el mandat de la Missió de les Nacions Unides a la República Democràtica del Congo (MONUC) fins al 31 de desembre de 2007.

## Detalls
Actuant en virtut del Capítol VII de la Carta de les Nacions Unides, el Consell de Seguretat va decidir ampliar el desplegament de la Missió de les Nacions Unides a la República Democràtica del Congo (MONUC) fins al 31 de desembre de 2007, i va autoritzar la continuació fins que data de fins a 17.030 militars, 760 observadors militars, 391 entrenadors de policia i 750 empleats d'unitats policials formats. El Consell també va decidir que la MONUC tindria el mandat d'ajudar al Govern de la República Democràtica del Congo a establir un entorn de seguretat estable al país.
Amb aquesta finalitat, la Missió garantirà la protecció dels civils, inclòs el personal humanitari, sota una amenaça imminent de violència física; contribuir a la millora de les condicions de seguretat en què es va prestar assistència humanitària i assistir en el retorn voluntari de refugiats i desplaçats interns; garantir la protecció del personal, les instal·lacions, i l'equip de les Nacions Unides; garantir la seguretat i la llibertat de circulació de les Nacions Unides i el personal associat; i dur a terme patrulles conjuntes amb unitats de control antidisturbis de la policia nacional per millorar la seguretat en cas de pertorbació civil.
Pel que fa a la seguretat territorial del país, el Consell va ordenar a la Missió que, entre altres coses, observés i informés oportunament sobre la posició dels moviments i grups armats i la presència de forces militars estrangeres en els àmbits clau de volatilitat, especialment per controlar l'ús de les franges de terra i les fronteres, inclosos els llacs.
Pel que fa al desarmament i la desmobilització dels grups armats estrangers i congolesos, la MONUC dissuadiria qualsevol intent d'ús de la força per part d'un grup armat estranger o congolès que amenacés el procés polític, especialment a l'est oriental del país. La Missió donaria suport a les operacions dirigides per les forces armades congoleses en aquesta part del país amb vista a desarmar grups armats locals i estrangers recalcitrants per garantir la seva participació en el procés de desarmament, desmobilització i reintegració i l'alliberament dels nens associats a ells; i prevenir la prestació de suport a grups armats il·legals, inclòs el derivat d'activitats econòmiques il·lícites.
Pel que fa a la reforma del sector de la seguretat, el Consell va ordenar a la MONUC que proporcionés una formació bàsica a curt termini, inclosa la dels drets humans, dret internacional humanitari, la protecció de menors i la prevenció de la violència de gènere, a les forces armades congoleses a l'est de la República Democràtica del Congo; continuen desenvolupant, en coordinació amb els socis internacionals, les capacitats de la policia nacional congolesa i de les agències policials relacionades d'acord amb les normes i normes internacionals sobre drets humans, ús proporcional de la força i justícia penal, inclosa la prevenció, la investigació i el processament de casos de violència de gènere; i assessorar al Govern sobre l'enfortiment de la capacitat dels sistemes judicials i penitenciaris, inclòs el sistema de justícia militar.